# راي كينغ (فنان)
راي كينغ (بالإنجليزية: Ray King)‏ هو نحات وفنان أمريكي، ولد في 4 يوليو 1950 في فيلادلفيا في الولايات المتحدة.

## وصلات خارجية
- الموقع الرسمي